# Jack C. Watson Nature Trail
Le Jack C. Watson Nature Trail, souvent appelé Watson Nature Trail ou Watson's Nature Trail, est un sentier d'interprétation de Big Pine Key, une île des États-Unis d'Amérique située dans l'océan Atlantique au sein de l'archipel des Lower Keys, dans les Keys, et qui relève, d'un point de vue administratif, du comté de Monroe, dans le sud de la Floride.

## Climat
| Mois                              | jan. | fév. | mars | avril | mai  | juin  | jui.  | août  | sep.  | oct.  | nov. | déc. |
| --------------------------------- | ---- | ---- | ---- | ----- | ---- | ----- | ----- | ----- | ----- | ----- | ---- | ---- |
| Température minimale moyenne (°C) | 18   | 19   | 21   | 22    | 24   | 26    | 26    | 26    | 26    | 24    | 22   | 19   |
| Température moyenne (°C)          | 21   | 22   | 23   | 25    | 27   | 28    | 29    | 29    | 28    | 27    | 24   | 22   |
| Température maximale moyenne (°C) | 24   | 24   | 26   | 27    | 29   | 31    | 32    | 32    | 31    | 29    | 27   | 25   |
| Précipitations (mm)               | 63,5 | 41,9 | 45,7 | 53,8  | 98,6 | 137,7 | 104,4 | 139,2 | 160,8 | 116,3 | 66,5 | 56,9 |